# CHANGE MAKER
CHANGE MAKER（チェンジメーカー）は、NHK総合テレビジョンの『EYES』2009年6・7月期水曜深夜枠で放送されたドキュメンタリー番組である。

## 概要
2008年10月に『番組たまご トライアル2008』企画の一番組として放送され、2009年6月に、EYES枠でレギュラーされた。

## 出演
パイロット版
司会 - NON STYLE
解説 - 井上英之
語り - 安井邦彦
レギュラー版
解説 - 井上英之
語り - 小田切千

## 放送時間
パイロット版
総合テレビ 金曜 0:10 - 0:40
レギュラー版
総合テレビ 木曜 0:10 - 0:40（EYES水曜深夜）

## 放送リスト
| 回 | 放送日         | タイトル                                        |
| -- | -------------- | ----------------------------------------------- |
| P  | 2008年10月10日 | -                                               |
| 1  | 2009年6月4日   | ケニア・ミツバチで農村をチェンジ！              |
| 2  | 2009年6月11日  | フランス・半里親で家族をチェンジ！              |
| 3  | 2009年6月18日  | タンザニア・地雷の脅威をネズミでチェンジ！      |
| 4  | 2009年7月9日   | バングラデシュ・生ゴミを宝の山にチェンジ！      |
| 5  | 2009年7月16日  | イギリス・アイルランド ロックで10代をチェンジ！ |
| 6  | 2009年7月23日  | 日本・世界の食糧問題を20円でチェンジ！          |
| 7  | 2009年7月30日  | パラグアイ・ヘチマで女性の暮らしをチェンジ！    |